# Anna Paola Concia
Anna Paola Concia, née le 4 juillet 1963 à Avezzano (Italie), est une activiste LGBT et femme politique italienne, députée du Parti démocrate de la XVIe législature.

## Biographie
Anna Paola Concia naît le 4 juillet 1963 à Avezzano, en Italie.
Elle étudie à l’Institut supérieur d’éducation physique de L'Aquila, et commence la politique dans les années 1980 au sein du Parti communiste italien, avant de rejoindre le Parti démocrate de la gauche, puis les Démocrates de gauche (dont elle était responsable du sport) et enfin le Parti démocrate (PD).
En 1998, elle est l’une des fondatrices de l’association Emily en Italie, qui soutient l'engagement des femmes dans la politique.
Après son coming out en 2000, elle s’engage pour les droits civiques des lesbiennes, gays, bisexuels et transgenres. Plus tard, elle devient porte-parole et membre du conseil national de Gayleft, le conseil LGBT des Démocrates de gauche. Elle devient par la suite la porte-parole de la table nationale LGBT du PD.
Aux élections de 2008, elle est nommée pour le PD dans les Pouilles, soulevant quelques critiques,. Elle est élue députée, et est l’unique lesbienne déclarée du Parlement pendant cette législature.

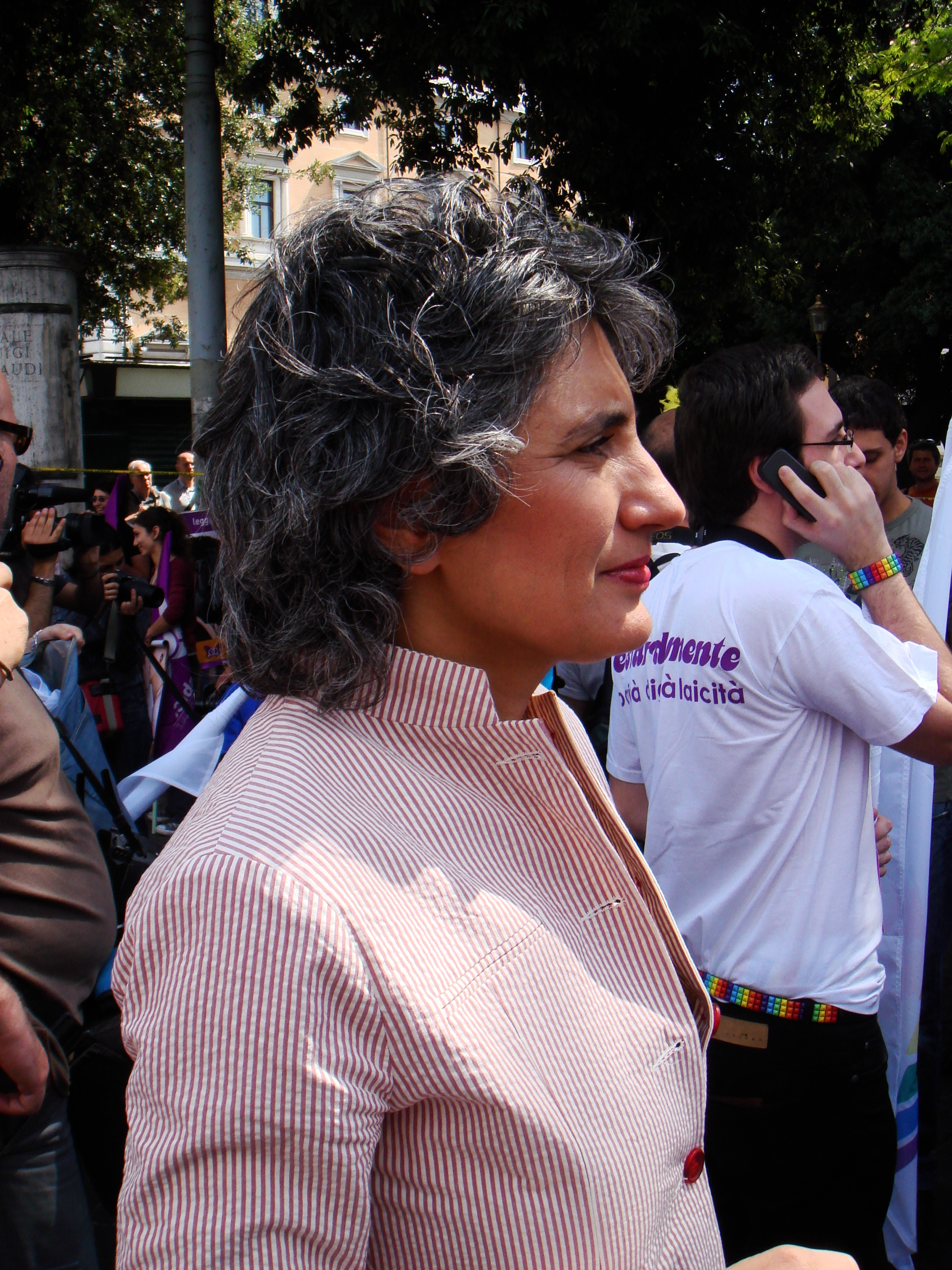
Anna Paola Concia à la marche des fiertés 2008 à Rome.

Le 4 juin 2008, avec les parlementaires du PD Barbara Pollastrini et Gianni Cuperlo, elle présente à la Chambre des députés le projet de loi pour des « mesures contre les actes de persécution et contre la discrimination et la violence causées par l'orientation sexuelle ou l'identité de genre ». En août de la même année, elle est présente parmi les contresignataires de la proposition de loi no 1606, intitulée « Dispositions sur le consentement éclairé et les déclarations de volonté précoces dans les traitements de santé pour éviter l’acharnement thérapeutique, y compris dans le domaine des soins palliatifs et de la douleur ».
Le 23 juin 2009, elle participe avec le parlementaire PD Jean-Léonard Touadi à une campagne d’ARCI contre la discrimination et le racisme. Le 30 septembre de la même année, elle participe à une table ronde sur les droits civiques organisée par le parti politique néofasciste CasaPound. Cette participation lui cause de nombreuses attaques politiques de la gauche, et, en juin 2010, elle est violemment exclue de la marche des fiertés de Naples par un groupe de membres d’un centre social. En 2009, elle est également nommée présidente du Forum des droits du PD par le secrétaire national, Pier Luigi Bersani.
Le 2 octobre 2009, la commission de la justice de la Chambre des députés adopte un texte présenté par Anna Paola Concia et composé d'un seul article, qui, parmi les circonstances aggravantes communes prévues par l’article 61 du code pénal, ajoute celui inhérent à la l’orientation sexuelle. Ce texte est annulé le 13 octobre par la majorité gouvernementale à la suite d'une exception préjudicielle soulevée par l’Union de centre.

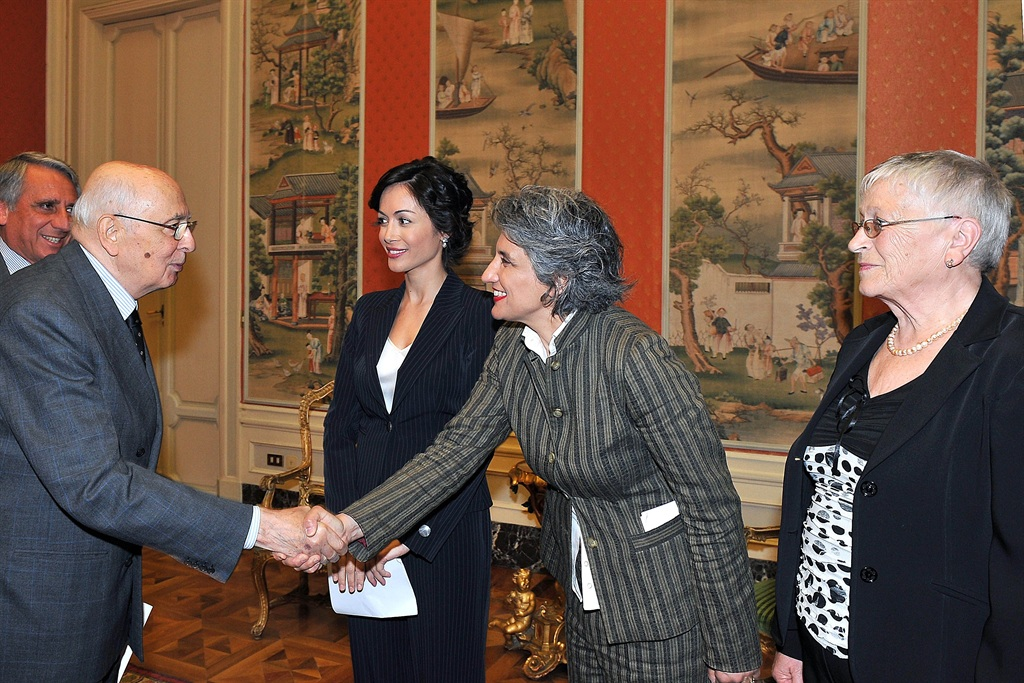
Concia serrant la main du président de la République Giorgio Napolitano au palais du Quirinale à l'occasion de la Journée mondiale contre l'homophobie et la transphobie en 2010, en présence de la ministre de l'égalité des chances Mara Carfagna.

En mai 2011, Concia présente une nouvelle version de la proposition de loi qui prévoit une circonstance aggravante pour les crimes à motivation homophobe. Malgré l’appui de la ministre de l’égalité des chances Mara Carfagna, qui avait également collaboré au texte, la commission refuse de nouveau la proposition. À la suite de ce refus, Concia démissionne du poste de porteuse du texte de loi.
Aux élections de 2013, elle est candidate pour les Abruzzes au Sénat, troisième sur la liste PD derrière Stefania Pezzopane et Franco Marini, mais elle n’est pas réélue. Elle déménage ensuite à Francfort (Allemagne), où elle travaille comme consultante pour ITKAM, la Chambre de commerce italienne pour l’Allemagne, s'occupant du développement des affaires et de la promotion des entreprises italiennes à l'étranger.
En septembre 2015, elle rejoint le conseil d'administration de Firenze Fiera, désignée par la chambre de commerce de Florence,. Au printemps 2016, elle dépose une candidature avec le PD en soutien de Roberto Giachetti pour les élections municipales à Rome. Elle obtient 2 282 voix, sans être élue.
En février 2017, elle est nommée par le maire Dario Nardella conseillère de la municipalité de Florence, succédant à Nicoletta Mantovani. Elle est chargée de la coopération et les relations internationales, les foires, les conférences, le marketing territorial, l'attraction des investissements et le tourisme. En juillet 2018, elle est remplacée par le maire.

### Vie privée
Le 5 août 2011, elle s’unit civilement avec sa compagne, la criminologue allemande Ricarda Trautmann, à Francfort. Cette union civile de la seule parlementaire italienne ouvertement homosexuelle a été définie par la presse italienne comme un « mariage » et a soulevé quelques polémiques politiques. Après l’union, Ricarda Trautmann prend le nom de famille de Concia. En octobre 2012, le couple dépose un recours auprès du tribunal civil de Rome pour demander que l'union soit officiellement reconnue en Italie. La demande est rejetée par la Cour en 2013, et Concia annonce un recours devant la Cour européenne des droits de l'homme.